# 大阪市立大桐小学校
大阪市立大桐小学校（おおさかしりつ だいどうしょうがっこう）は、大阪府大阪市東淀川区にある公立小学校。
1959年に大阪市立大隅小学校（現在の大隅東小学校・大隅西小学校）の分校として開設され、1964年に独立校となった。校名は、母体校となった大隅小学校にかつて桐の木が生えていたことに加えて、桐のように子どもたちがまっすぐ育ってほしいという願いも込めて名付けられた。

## 沿革
- 1959年9月 - 大阪市立大隅小学校分校として、現在地に設置。
- 1964年4月1日 - 大阪市立大桐小学校として分離開校。
- 1964年10月23日 - 校歌・校旗制定。

## 通学区域
- 大阪市東淀川区 大桐1丁目-5丁目。

卒業生は大阪市立大桐中学校に進学する。

## 交通
- 地下鉄今里筋線 だいどう豊里駅 北東へ約700m。
- 地下鉄今里筋線 瑞光四丁目駅 南西へ約800m。